# مورتون كلاين
مورتون كلاين (بالإنجليزية: Morton Klein)‏ هو إحصائي واقتصادي أمريكي، ولد في 1947.